# Association des Sports de Glace de Tours
Der Association des Sports de Glace de Tours (auch Diables Noirs de Tours) ist ein 1972 gegründeter Eishockeyklub der Stadt Tours in Frankreich. Der Verein wurde im Jahr 1980 Französischer Eishockey-Meister und in den Jahren 1979, 1981, 1982 und 2005 jeweils Vizemeister. In den Jahren 1976, 1977, 1987 und 2007 gewann der Klub die Meisterschaft der Division 1, der zweithöchsten französischen Spielklasse. Nachdem die Mannschaft zwischenzeitlich in die drittklassige Division 2 abgestiegen war, spielt sie nunmehr wieder in der Division 1.

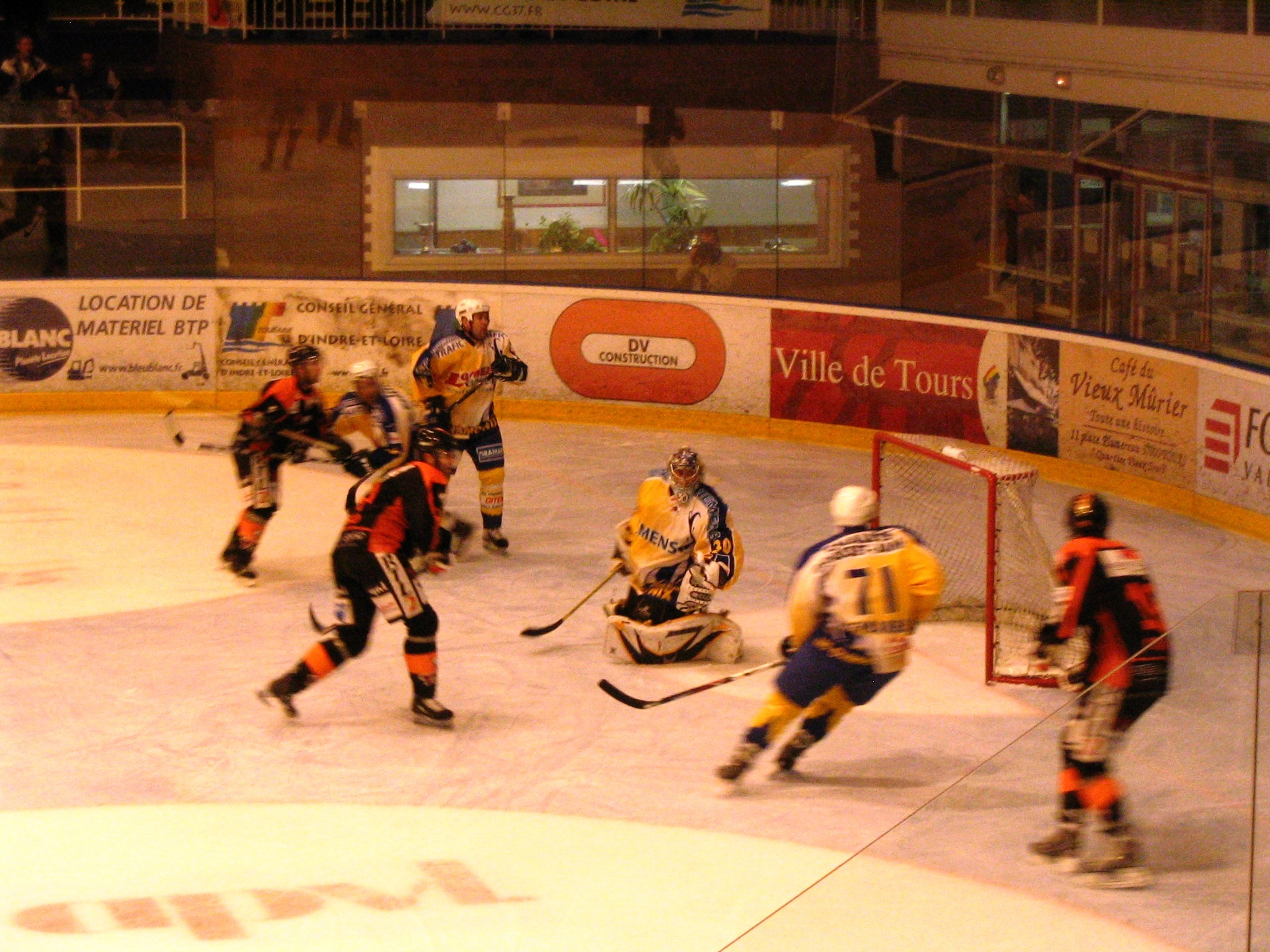
Spielszene

Die Heimspiele des Vereins werden in dem 1700 Zuschauer fassenden Patinoire municipale ausgetragen.